# 2897 Ole Römer
A 2897 Ole Römer (ideiglenes jelöléssel 1932 CK) a Naprendszer kisbolygóövében található aszteroida. Karl Wilhelm Reinmuth fedezte fel 1932. február 5-én.